# Traveling Wilburys
Traveling Wilburys je bio supersastav iz 1980-tih koji su tvorili; George Harrison, Jeff Lynne, Roy Orbison, Tom Petty i Bob Dylan. Sastav je snimio dva albuma u dvije godine djelovanja.

## Povijest sastava
Sve je započelo neformalnim druženjem za vrijeme ručka Roy Orbisona, Georga Harrisona i Jeff Lynnea, tamo su se dogovorili da pomognu Harrisonu snimiti neku pjesmu za drugu stranu njegovog novog singla This Is Love.  Potom su svi zajedno otišli u studio Boba Dylana u njegovom domu u Malibuu, Kalifornija, tako da im se i on pridružio. Tom Pettya su uključili samo zato što je Harrison zaboravio svoju gitaru u njegovoj kući (tako da im se pridružio). 
Kad su naposljetku snimili željenu pjesmu Handle with Care, shvatili su da je suviše dobra, da bi bila samo za popunjavanje rupe na B strani singla.
Svima se dopalo zajedničko muziciranje, tako da su istovremeno odlučili izdati album i to u svega deset dana, jer je Dylan trebao otići na turneju. Pjesme su također trebale nastati kao kolektivni rad, - potpisan od strane svih pod različitim pseudonimima. Svi su trebali biti sinovi izmišljenog Charlesa Truscotta Wilburya, starijeg ili bratići.  Tako je u rekordnih deset dana nastao album kojeg su nazvali Traveling Wilburys Vol. 1 (skladan kolektivno) snimljen u svibnju i izdan 18. listopada 1988. Album je nominiran za nagradu Grammy 1990.
Roy Orbison je iznenada umro 6. prosinca 1988., tako da je to zateklo i potreslo ostale članove ( i velike prijatelje),  no odlučili su nastaviti suradnju, tako su za snimanje video materijala za pjesmu End of the Line, na dionici koju je pjevao Orbison snimili njegovu fotografiju i fotelju s gitarom.
Wilburys je šatra(slang) koju su izmislili Harrison i Lynne, za vrijeme snimanja Harrisonova albuma Cloud Nine, taj izraz trebao je značiti eliminaciju grešaka kod miksanja materijala ( Harrison bi Lynnu rekao obično: We'll bury(Wilbury) 'em in the mix. 
I ostalima se izraz dopao, jedino je bilo upitno hoće li biti - The Trembling Wilburys ( Vibrirajući Wilburysi) Harrisonov prijedlog, ili Traveling Wilburys( Putujući Wilburysi) Lynnov prijedlog, ovaj potonji je pobijedio.
Nakon prvog albuma Traveling Wilburys snimili su pjesmu Nobody's Child (24. srpnja 1990.) koja je bila posvećena napuštenoj djeci - siročadi iz Rumunjske. 
Drugi album nazvali su Traveling Wilburys Vol. 3 i izdali su ga 30. listopada 1990.) Album nije bio tako uspješan kao prvi. Postoje nekoliko inačica zabune s brojevima njihovih albuma, i čudnim skokom od broja 1 na broj 3. Prvo je da je album Tom Pettya Full Moon Fever, Wilburysov album broj 2. zato što su album skladali i snimili Petty i Jeff Lynne, i zvučao je jako Wilburysovski. Drugo je da je to bilo iz pijeteta prema preminulom
Roy Orbisonu. A treće najednostavnije je da je to bila zafrkancija.

## Članovi
Za snimanja albuma Traveling Wilburys Vol. 1, članovi su bili:
- Nelson Wilbury - George Harrison
- Otis Wilbury - Jeff Lynne
- Lefty Wilbury - Roy Orbison
- Charlie T. Jr. - Tom Petty
- Lucky Wilbury - Bob Dylan

Za snimanja albuma Traveling Wilburys Vol. 3, članovi su bili:
- Spike Wilbury - George Harrison
- Clayton Wilbury - Jeff Lynne
- Muddy Wilbury - Tom Petty
- Boo Wilbury - Bob Dylan

Jim Keltner, bubnjar Wilburysa, nije naveden kao član Wilburysa na albumima, ali je istaknut na kompilaciji Traveling Wilburys Collection(2007) i glazbenim spotovima kao Buster Sidebury. Isto tako na kompilaciji iz 2007. naveden je i sin George Harrisona, Dhani Harrison kao Ayrton Wilbury .

## Diskografija

### Albumi
| Godina | Album                             | Mjesto na ljestvici | Mjesto na ljestvici | Nagrade             | Nagrade       | Izdavač         |
| Godina | Album                             | SAD                 | UK                  | SAD                 | Kanada        | Izdavač         |
| ------ | --------------------------------- | ------------------- | ------------------- | ------------------- | ------------- | --------------- |
| 1988.  | Traveling Wilburys Vol. 1         | 3                   | 16                  | 3x Multi-Platinasti | 6x Platinasti | Wilbury Records |
| 1990.  | Traveling Wilburys Vol. 3         | 11                  | 14                  | Platinasti          | Platinasti    | Wilbury Records |
| 2007.  | The Traveling Wilburys Collection | 9                   | 1                   | Zlatni              | —             | Wilbury Records |

### Singl ploče
| Godina | Naslov                     | Pozicija na listama | Pozicija na listama | Pozicija na listama | Pozicija na listama | Album                                 |
| Godina | Naslov                     | SAD Pop             | SAD Rock            | SAD Odrasli         | UK Singl            | Album                                 |
| ------ | -------------------------- | ------------------- | ------------------- | ------------------- | ------------------- | ------------------------------------- |
| 1988.  | Handle with Care           | 45                  | 2                   | 30                  | 21                  | Traveling Wilburys Vol. 1             |
| 1988.  | Last Night                 | —                   | 5                   | —                   | —                   | Traveling Wilburys Vol. 1             |
| 1989.  | Tweeter and the Monkey Man | —                   | 41                  | —                   | —                   | Traveling Wilburys Vol. 1             |
| 1989.  | End of the Line            | 63                  | 2                   | 28                  | 52                  | Traveling Wilburys Vol. 1             |
| 1989.  | Heading for the Light      | —                   | 7                   | —                   | —                   | Traveling Wilburys Vol. 1             |
| 1990.  | Nobody's Child             | —                   | —                   | —                   | 44                  | Nobody's Child: Romanian Angel Appeal |
| 1990.  | She's My Baby              | —                   | 2                   | —                   | 79                  | Traveling Wilburys Vol. 3             |
| 1990.  | Inside Out                 | —                   | 16                  | —                   | —                   | Traveling Wilburys Vol. 3             |
| 1991.  | Wilbury Twist              | —                   | 46                  | —                   | —                   | Traveling Wilburys Vol. 3             |

## Vanjske poveznice
- Službene stranice
- Stranice obožavatelja  Arhivirana inačica izvorne stranice od 16. lipnja 2020. (Wayback Machine)